# Vulnerability Scan
Unter einem Vulnerability Scan (Vulnerability, engl.: Schwachstelle) versteht man das Scannen eines Computers oder Netzwerkes mittels automatisierten Programmen sowie Tools und manuellen Methoden.

## Automatisierter Scan
Der übliche Weg für einen automatisierten Vulnerability Scan ist das Starten eines Tools, welches ein oder mehrere Ziele nach mindestens einer Sicherheitslücke abtastet.
Analog zu Antivirensoftware sind in diesen Scannern Informationen über bekannte Schwachstellen von Betriebssystemen und/oder Anwendungssoftware hinterlegt. Häufig wird dies in Form von Plug-ins realisiert. Jedes Plug-in steht dabei für eine bekannte Schwachstelle und kann durch den Nutzer selektiert werden.
Ähnlich wie ein Virenscanner kann also auch ein Vulnerability-Scanner prinzipbedingt nie auf dem aktuellen Stand sein, da er immer nachgepflegt werden muss.
Aufgrund der Schwächen einzelner Programme empfiehlt es sich, möglichst mehrere Programme bei einer Sicherheitsüberprüfung einzusetzen.

## Manuelle Methoden
Aufgrund der prinzipbedingten Einschränkungen bei Vulnerability Scans werden zusätzlich auch manuelle Methoden berücksichtigt. Hierzu zählen nicht-automatisiert durchführbare Schwachstellenprüfungen, manuelle Prüfungen von Web-Applikationen (z. B. SQL-Injection, Cross-Site Scripting) u. v. m.
Manuelle Methoden unterstützen die Aussagekraft und Tiefe der Prüfungen nachhaltig.